# Estació de Cases de Pena

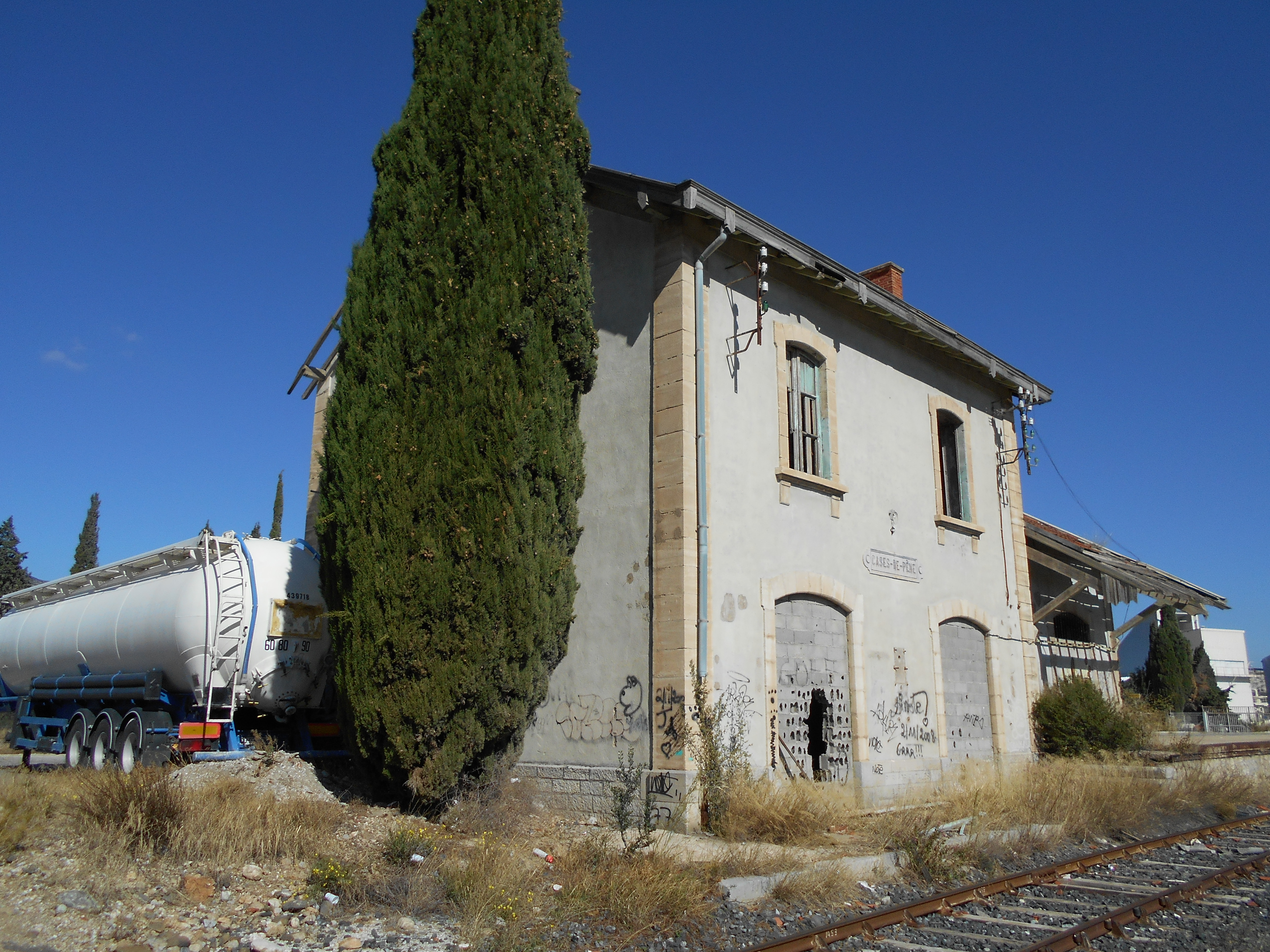
Estació vella de Cases de Pena

L'estació de Cases de Pena era una estació ferroviària situada en el poble de la Catalunya Nord de Cases de Pena, a la comarca del Rosselló.
Es troba a la línia Carcassona - Ribesaltes. L'estació actual és al sud del nucli urbà, al carrer de la Gara. No és pròpiament una estació amb edifici, sinó un baixador discrecional d'ús excepcional. Ara bé, l'estació tradicional era a llevant de la vila, a la dreta de l'Aglí, a prop i a llevant del giratori de la carretera D - 117, dins del terme, però, d'Espirà de l'Aglí.
| Procedència/Destinació | <        | Línia      | >                | Procedència/Destinació |
| ---------------------- | -------- | ---------- | ---------------- | ---------------------- |
| Estagell               | Estagell | Tren Càtar | Espirà de l'Aglí | Ribesaltes             |

1. Només entre setmana; els diumenges i els festius, parteix de l'estació d'Espira de l'Aglí.[2]

## Línia
- Línia Carcassona - Ribesaltes